# Gneo Papirio Carbone (console 113 a.C.)
Gneo Papirio Carbone (in latino: Gnaeus Papirius Carbo; fl. II secolo a.C.) è stato un generale romano e politico della Repubblica, console nel 113 a.C..

## Biografia
Figlio di Gaio Papirio Carbone pretore nel 168 a.C., ebbe come fratello Gaio Papirio Carbone e come figlio Gneo Papirio Carbone. Nel 116 a.C. fu propretore d'Asia.
Mentre era console nel 113, i Cimbri penetrarono nel Norico ed Illiria. Carbone fu, quindi, inviato a fermarli a capo di un esercito (che aveva come quartier generale Aquileia), ma i Cimbri lo misero in fuga presso Noreia. In seguito Marco Antonio Oratore lo mise sotto accusa, non si sa quale: Carbone preferì togliersi la vita.